# Олефінування Петерсона
Олефінування Петерсона є представником великого класу реакцій реакції олефінування карбонільних сполук. Реакція альфа-силіл карбаніона з карбонільною сполукою забезпечує зручний метод синтезу різноманітних алкенів. Наразі синтетично доступна велика кількість альфа-силіл карбаніонів, включаючи різноманітно функціоналізовані реагенти. На 1990 рік було розроблено методи синтезу більш 40 різновидів альфа-силіл карбаніонів з однією або двома функціональними групами.

## Загальний опис
На першому етапі внаслідок атаки альфа-силілкарбаніона 1 на електрофільний атом вуглецю карбонільної сполуки формується аддукт 2 (бета-гідроксисилан). На другому етапі реакції від аддукту елімінує силанолят R3SiO-, що приводить до формування алкену. Рушійною силою реакції є висока термодинамічна стабільність зв'язку Si-O (809 кДж/моль), що формується на другому етапі реакції.
В залежності від характеру замісників на альфа-силілкарбаніоні другий етап реакції може бути спонтанним, або, навпаки, потребувати жорстких умов. Привабливою особливістю реакції Петерсона є залежність її селективності від умов, в яких проводиться другий етап реакції. Таким чином один діастереомер 2 може в кислотних та лужних умовах давати два різних E/Z-ізомери, 3a або 3b. Іншою привабливістю є літкість побічних продуктів реакції, що дозволяє легке розділення реакційної суміші. Зазвичай це триметилсиланол Me3SiOH, або гексаметилдисилоксан Me3SiOSiMe3.

## Сила-олефінація
Модифікація реакції Петерсона, реакція між розгалуженим сила-аніоном, R1R2(R1R2R3Si)Si-, та карбонільною сполукою, що призводить до силенів.